# Pop art británico
En Inglaterra el Arte Pop empieza a gestarse en las discusiones que mantenían en el Instituto de Arte Contemporáneo de Londres (ICA) Richard Hamilton, Paolozzi y los críticos Lawrence Alloway y Reyner Banham, desde 1952. Estas discusiones se centraban en torno al impacto que la moderna tecnología y los medios de comunicación de masas estaban teniendo en la sociedad.  Entre otras cosas, en estas discusiones, se desmontó la pirámide de categorizaciones en la que las Bellas Artes eran la cima equiparándolas al cine, a las artes populares y las artes gráficas.
Richard Hamilton es considerado el artista que creó la primera obra del Arte Pop: el collage titulado ¿Qué es lo que hace que los hogares de hoy sean tan diferentes, tan llamativos?, que fue expuesto en la exposición titulada Esto es el mañana en la Whitechapel Gallery de Londres en 1956. En 1961 se presentaba el Arte Pop británico al público en una exposición que reunía obras de David Hockney, Derek Boshier, Allen Jones, R.B. Kitaj y Peter Phillips. El término "arte pop" fue utilizado por primera ver por el crítico británico Lawrence Alloway en 1962 para definir el arte que algunos jóvenes estaban haciendo, utilizando imágenes populares dentro del arte.
El arte de Hamilton toma sus fuentes de las industrias del consumo y del ocio, de la publicidad y también de la historia del arte. Puede decirse que el Pop de Kitaj y Hamilton es un pop culto y altamente intelectualizado, casi hermético en un sentido que no es el del pop habitual. El otro gran artista Pop de la escena inglesa es David Hockney, para quien la herencia del movimiento moderno es fundamental y combina fotografías, cuadros abstractos y diversos tipos de material gráfico en sus cuadros. Junto con Allen Jones forma la segunda generación del Pop británico.
- Datos: Q6082611